# ルイーゼ・ヘンリエッテ・フォン・オラニエン
ルイーゼ・ヘンリエッテ・フォン・オラニエン（ドイツ語名：Luise Henriette von Oranien, オランダ語名：Louise Henriëtte van Nassau, 1627年12月7日 - 1667年6月18日）は、ブランデンブルク選帝侯フリードリヒ・ヴィルヘルムの最初の妃。

## 生涯
オラニエ公フレデリック・ヘンドリックと妃アマリアの長女として、ハーグで生まれた。
母アマリアがイングランド王チャールズ2世との縁談を推し進めたため、ルイーゼはトレモイユ公子アンリ・シャルルとの恋を諦めさせられた（しかしチャールズ2世との婚約は成立しなかった）。1646年12月7日、ブランデンブルク選帝侯フリードリヒ・ヴィルヘルムと結婚した。
ルイーゼとフリードリヒ・ヴィルヘルムは1648年からブランデンブルクで暮らした。彼女は近くのベトツォウ（Bötzow）にオランダ風の新しい城を建て、オラニエンブルク城と呼んだ。1653年にはベトツォウの町全体がオラニエンブルクと改称した。ベルリンでのルストガルテンの設計と発展に関わったことが知られる。

## 子女
- ヴィルヘルム・ハインリヒ（1648年 - 1649年）
- カール・エミール（1655年 - 1674年）
- フリードリヒ（1657年 - 1713年） - プロイセン王
- アマーリア（1664年 - 1665年）
- ハインリヒ（1664年、夭折） - アマリアの双子の弟
- ルートヴィヒ（1666年 - 1687年）